# Hilophyllus penai
Hilophyllus penai là một loài bọ cánh cứng trong họ Lucanidae. Loài này được Martinez mô tả khoa học năm 1976.